# 盖瑟茨豪森
盖瑟茨豪森是德国巴伐利亚州的一个市镇。总面积41.35平方公里，总人口4217人，其中男性2078人，女性2139人（2011年12月31日），人口密度102人/平方公里。